# Rijsoort en Strevelshoek
Rijsoort en Strevelshoek war eine Gemeinde, die nur knapp zehn Jahre lang existierte. Sie lag in der niederländischen Provinz Südholland. Gebildet wurde sie am 1. Januar 1846 durch die Vereinigung der beiden Gemeinden Rijsoort und Strevelshoek. Am 1. September 1855 wurde sie nach Ridderkerk eingemeindet.